# Hasret Kayikçi
Hasret Kayikçi (Heidelberg, Alemania; 6 de noviembre de 1991) es una futbolista alemana de origen turco. Juega como delantera y su equipo actual es el SC Friburgo de la Bundesliga de Alemania.

## Clubes
| Club          | País     | Año         |
| ------------- | -------- | ----------- |
| MSV Duisburgo | Alemania | 2008 - 2011 |
| SC Friburgo   | Alemania | 2011 -      |

## Títulos

### Copa de Alemania
| Título           | Club          | País     | Temporada   |
| ---------------- | ------------- | -------- | ----------- |
| Copa de Alemania | MSV Duisburgo | Alemania | 2008 - 2009 |
| Copa de Alemania | MSV Duisburgo | Alemania | 2009 - 2010 |

### Campeonatos internacionales
| Título                                | Equipo        | Sede             | Año       |
| ------------------------------------- | ------------- | ---------------- | --------- |
| Liga de Campeones Femenina de la UEFA | MSV Duisburgo | Rusia · Alemania | 2008-2009 |